# Pterocaulon spicatum
Pterocaulon spicatum là một loài thực vật có hoa trong họ Cúc. Loài này được (Cass.) DC. miêu tả khoa học đầu tiên năm 1836.